# Aitor Karanka
Aitor Karanka de la Hoz, född 18 september 1973, är en spansk fotbollstränare och före detta fotbollsspelare. Under sin aktiva karriär spelade han huvudsakligen som mittback (han kunde även ibland spela vänsterback).
Förutom en kort period i USA, vid 32 års ålder, spelade han bara för Athletic Bilbao och Real Madrid. Han deltog i 275 La Liga-matcher under 13 säsonger och vann totalt sju stora titlar med de sistnämnda. I slutet av 2000-talet påbörjade Karanka en tränarkarriär och har jobbat bland annat som assisterande tränare åt José Mourinho i Real Madrid, samt en längre period som huvudtränare för Middlesbrough FC. Säsongen 2015/16 förde han upp klubben i Premier League. Han fick lämna Middlesbrough i mars 2017 men i januari 2018 blev Karanka utsedd till manager i Nottingham Forest FC. Karanka bad om få lämna klubben i januari 2019, vilket beviljades.

## Klubbkarriär
Aitor föddes i Vitoria Gasteiz, Álava, och började spela som ungdom för hemstadens Deportivo Alavés, och gick därifrån till grannklubben Athletic Bilbao. Han gjorde sin seniordebut med de sistnämnda 1992, och tillbringade nästan två säsonger med laget i andra divisionen; han var, tillsammans med Julen Guerrero, en del av Athletics U19-lag som vann en inhemsk cup och ligadubbel 1992.
Karanka blev uppflyttad till A-laget av Jupp Heynckes 1993, och gjorde sin La Liga-debut den 15 september, där han spelade 90 minuter i en hemmavinst med 3-1 mot UD Las Palmas, och medverkade därefter i exakt 100 matcher över sina tre hela säsonger för klubben, innan han följde den tyske tränaren till Real Madrid 1997. I huvudstadslaget blev han mest använd som reserv, han gjorde dock 33 UEFA Champions League-framträdanden i klubben, inklusive finalsegern (3-0) 1999-2000 mot Valencia CF. Han missade större delen av säsongen 1998-99 på grund av ett hjärtproblem.

## Internationell karriär
Karanka gjorde endast en landskamp för Spanien den 26 april 1995 mot Armenien i en kvalmatch för EM 1996 i Jerevan (2-0-vinst). Han gjorde 14 framträdanden för det spanska U21-landslaget och var en del av laget som slutade på andraplats i U-21 EM, 1996, i en final som förlorades mot Italien.
Han representerade också sitt land i Sommar-OS 1996 i Atlanta där han spelade spelade fyra matcher när laget till slut åkte ur i kvartsfinal. Mellan 1994 och 2004 gjorde han sex framträdanden för det baskiska landslaget.

## Tränarkarriär
Karanka ledde det spanska U15- och U16-landslaget mellan 2009 och 2010. Han blev handplockad av Jose Mourinho inför säsongen 2010/2011 till rollen som hans assisterande tränare i Real Madrid. I november 2013 blev Karanka huvudtränare i Middlesbrough FC, som då spelade i andradivisionen Championship. Säsongen 2015/16 ledde han klubben till andraplats och därmed också automatisk uppflyttning till Premier League. I mars året därpå, med Middlesbrough på nedflyttningsplats, fick Karanka lämna sin post efter sammanlagt tre och ett halvt år. Klubben hade under hans ledning Premier Leagues sämsta anfall i mål räknat, men ett av seriens fem bästa försvar.
I januari 2018 blev Karanka manager i Nottingham Forest FC men lämnade klubben på egen begäran i januari 2019.

## Titlar

### Klubb
Real Madrid
- Interkontinentala cupen: 1998
- UEFA Champions League: 1997-98, 1999-00, 2001-02
- Spanska ligan: 2000-01
- Spanska supercupen: 1997, 2001

### Landslag
Spanien U-21
- andra plats i EM 1996,
- tredje plats i EM 1994

## Personligt
Karankas yngre bror, David, är också fotbollsspelare. Som anfallare spelade han också för Athletic Bilbaos a-lag men gjorde bara åtta framträdanden i ligan (ett mål), och fortsatte sedan sin professionella karriär i den andra och tredje divisionen.